# رينيه الحايك
رينيه الحايك (ولدت في جنوب لبنان عام 1959) هي كاتبة وروائية لبنانية. ولدت رينيه بمدينة جونيه ودرست الفلسفة بالجامعة اللبنانية ببيروت. وقد نشرت العديد من الكتب التي تشتمل على مجموعات قصصية قصيرة وروايات. وقد ترجمت روايتها القصيرة «مكالمة الهاتف» وتجميعها في مجموعة قصصية قصيرة عن طريق كاتبات نساء لبنانيين. رشحت اثنتين من رواياتها هما: رواية «صلاة من أجل العائلة» ورواية «حياة قصيرة» للحصول على الجائزة العالمية للرواية العربية، وذلك خلال عامي 2009 و2011 على التوالي.

## أعمال مختارة
- البئر والسماء (رواية) 1997.
- بلاد الثلوج (رواية) 2001.
- أيام باريس (رواية) 2004.
- صلاة من أجل العائلة (رواية) 2007.
- حياة قصيرة (رواية) 2010.
- بورتريه للنسيان.
- سنة الراديو (رواية) 2015.